# Maxillaria patens
Maxillaria patens är en orkidéart som beskrevs av Rudolf Schlechter. Maxillaria patens ingår i släktet Maxillaria och familjen orkidéer. Inga underarter finns listade i Catalogue of Life.